# Dinopsyllus macrochaetus
Dinopsyllus macrochaetus är en loppart som beskrevs av Beaucournu et Rahm 1975. Dinopsyllus macrochaetus ingår i släktet Dinopsyllus och familjen mullvadsloppor. Inga underarter finns listade i Catalogue of Life.